# Grevby

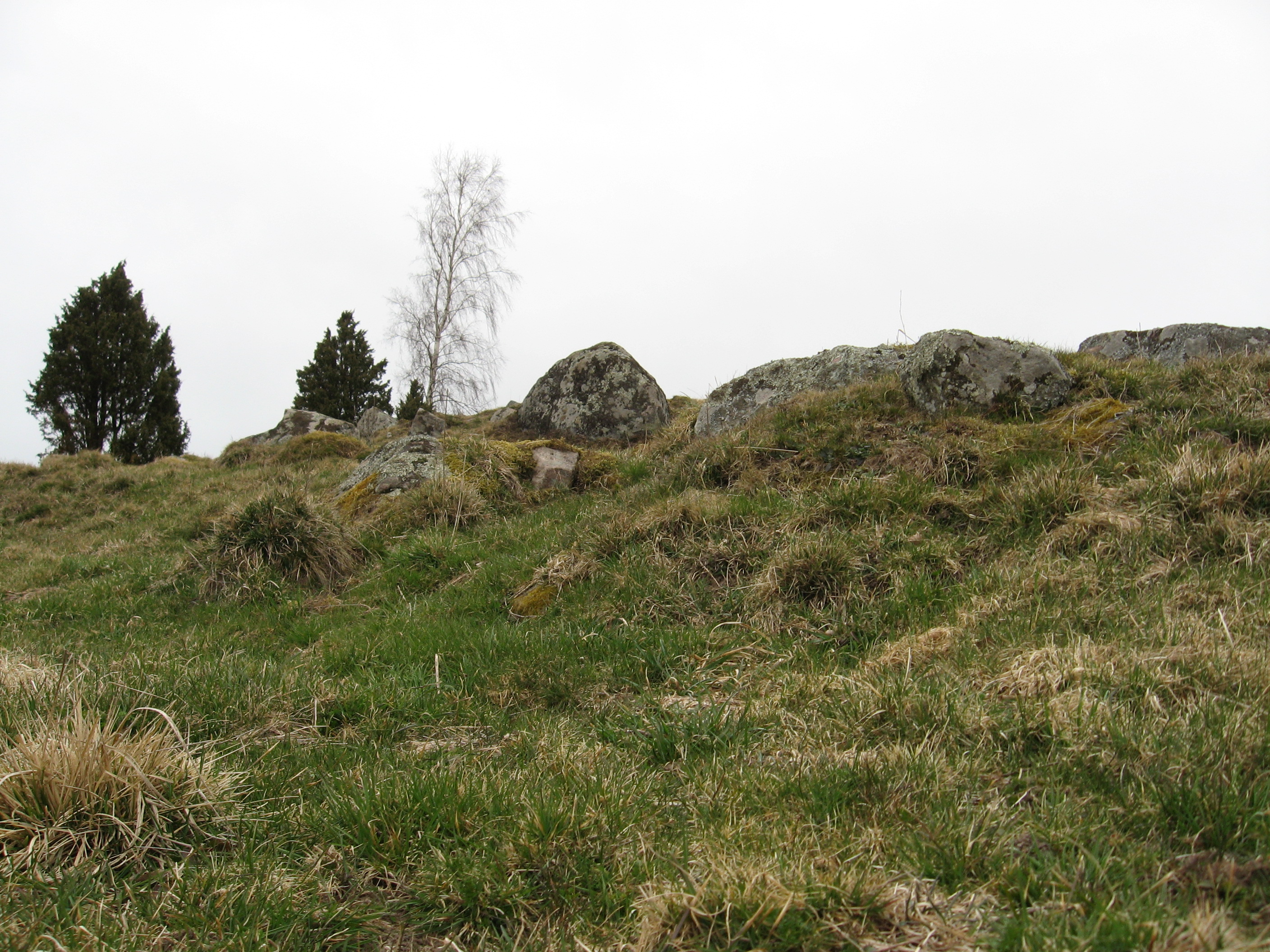
Fornlämningar vid Grevby

Grevby är en gård nära Hasslerör i Mariestads kommun. Vid Grevby finns speedwaylaget Örnarnas hemmaarena.